# バルハム・サリフ
バルハム・アハマド・サリフ（クルド語: بەرھەم ئەحمەد ساڵح、アラビア語: برهم أحمد صالح、1960年7月12日 - ）は、イラクの政治家。同国の大統領（第10代）を務めた。
クルディスタン地域（クルド自治区）首相やイラク連邦政府副首相などを歴任したのち、2018年10月2日に大統領に就任した。氏名はバルハム・サーレハとも表記される。

## 経歴
スレイマニヤ出身。バアス党政権時代の1979年、スレイマニヤ市内で抗議デモの写真を撮ったことがクルド民族主義運動への関与にあたるとして逮捕され、43日間拘留された。拘留先はキルクークの特別捜査委員会附属監獄で、拷問も受けた。釈放された後、高校を卒業し、絶え間ない迫害から逃れるためイギリスに渡った。
2009年のクルド自治区議会選挙で、サリフは選挙連合「クルディスタン・リスト」の候補者名簿筆頭に名を連ねた。クルディスタン・リストは111議席中59議席を獲得し、サリフはネチルバン・バルザニに代わってクルド自治政府の首相に就任した。首相在任中のクルド政治は、野党の変革運動が急速に力をつけ政府に対峙する一方、与党は牙城のスレイマニヤ市を失って現状維持に汲々とするという困難な状況にあった。2011年にはクルド人の抗議行動を受けて不信任決議案が提出されたが、否決された。その一方で、新たな原油法を起草・制定し、エクソン・モービルと初の大規模な契約を取り交わすなどした。クルディスタン民主党 (KDP) とクルディスタン愛国同盟 (PUK) との間で政治協約が成立すると、サリフは2012年4月5日に首相を退任した。後任には再びバルザニがついた。
2017年9月、サリフはPUKからの離党と新党「民主正義連合」の結成を表明し、来たるクルド自治区議会選挙に新党から臨むと述べた。PUK党首のジャラル・タラバニと変革運動党首のナウシルワン・ムスタファが相次いで亡くなった時期だったため、民主正義連合はクルド政局を一変させる可能性があるとみられた。サリフはKDPとPUKの連立政権に対抗するため、ゴラン運動やコマルといった他の野党にも結集を呼びかけた。
2018年9月19日、サリフがイラク大統領選にPUKから立候補することが発表された。その直前までサリフはPUKやKDPの汚職を追及するキャンペーンを展開していたため、ソーシャルメディアではサリフを日和見主義者と非難する書き込みが多くみられた。一方で、その国際的な知名度と経験から、イラクの指導者にふさわしいと期待する向きもあった。10月2日に実施された投票で、サリフは219票を得票し、大統領に選出された。対抗馬だったフアード・フセインは22票に留まった。
2019年10月上旬より反政府デモが発生し、400人以上の死者、1万5000人もの負傷者が出たためアーディル・アブドゥルマフディー首相に批判が集まり、同年11月29日には同国におけるイスラム教シーア派の最高権威アリー・スィースターニー師が定例の説教で事実上の引導を渡し、アブドゥルマフディーは首相を辞任する意向を表明。次期首相候補として議会最大勢力の親イラン派連合勢力はバスラ県知事アスアド・アイダニを選出したが、イランによる内政干渉に道を開く候補者として批判されており、サリフは首相指名を拒否した。これは違憲の可能性があるため12月26日、サリフは大統領を辞任する用意があることを表明した。結局、半年近くの混乱の末にムスタファ・アル＝カーズィミーが2020年5月に首相に就任した。
後任の大統領を決める選挙が2022年2月7日にイラク国民議会にて行われる予定であったが、一部候補者に汚職疑惑が持ち上がり主要政党がボイコットを表明したため無期限延期となり、連邦最高裁判所は2月13日に次期大統領が選出されるまではサリフが大統領職を続行するよう判断を下した。10月13日の大統領選挙では2回目投票でアブドゥルラティーフ・ラシードに敗れ、当日中に退任した。

## 人物
妻のサルバフ・サリフはクルディスタン植物財団の創設者および代表で、女性人権活動家でもある。2人の子どもがいる。